# Mermessus leoninus
Mermessus leoninus là một loài nhện trong họ Linyphiidae.
Loài này thuộc chi Mermessus. Mermessus leoninus được Alfred Frank Millidge miêu tả năm 1987.